# يوكي إينوي
يوكي إينوي (باليابانية: 井上 雄幾) (31 أكتوبر 1977 في كاناغاوا في اليابان – )؛ هو لاعب كرة قدم ياباني سابق كان يلعب كمدافع.

## وصلات خارجية
- يوكي إينوي على موقع رابطة كرة القدم اليابانية للمحترفين (اليابانية)
- يوكي إينوي على موقع قاعدة بيانات كرة القدم.إي يو (الإنجليزية)
- يوكي إينوي على موقع Soccerway.com (الإنجليزية)
- يوكي إينوي على موقع عالم كرة القدم.نت (الإنجليزية)